# São Miguel de Seide
São Miguel de Seide é uma localidade portuguesa do Município de Vila Nova de Famalicão que foi sede da extinta Freguesia de São Miguel de Seide (oficialmente, Freguesia de Seide (São Miguel)), freguesia que tinha 1,50 km² de área e 1 171 habitantes (2011), e, por isso, uma densidade populacional de 780,7 hab/km².
A Freguesia de São Miguel de Seide foi extinta (agregada) pela reorganização administrativa de 2012/2013, sendo o seu território integrado na então criada Freguesia de Seide.
Foi nesta localidade que residiu o escritor Camilo Castelo Branco, aquando da sua união com Ana Plácido e onde o mesmo faleceu, quando cometeu suicídio.

## População
| População da freguesia de Seide (São Miguel) | População da freguesia de Seide (São Miguel) | População da freguesia de Seide (São Miguel) | População da freguesia de Seide (São Miguel) | População da freguesia de Seide (São Miguel) | População da freguesia de Seide (São Miguel) | População da freguesia de Seide (São Miguel) | População da freguesia de Seide (São Miguel) | População da freguesia de Seide (São Miguel) | População da freguesia de Seide (São Miguel) | População da freguesia de Seide (São Miguel) | População da freguesia de Seide (São Miguel) | População da freguesia de Seide (São Miguel) | População da freguesia de Seide (São Miguel) | População da freguesia de Seide (São Miguel) |
| -------------------------------------------- | -------------------------------------------- | -------------------------------------------- | -------------------------------------------- | -------------------------------------------- | -------------------------------------------- | -------------------------------------------- | -------------------------------------------- | -------------------------------------------- | -------------------------------------------- | -------------------------------------------- | -------------------------------------------- | -------------------------------------------- | -------------------------------------------- | -------------------------------------------- |
| 1864                                         | 1878                                         | 1890                                         | 1900                                         | 1911                                         | 1920                                         | 1930                                         | 1940                                         | 1950                                         | 1960                                         | 1970                                         | 1981                                         | 1991                                         | 2001                                         | 2011                                         |
| 240                                          | 233                                          | 291                                          | 316                                          | 343                                          | 300                                          | 316                                          | 461                                          | 525                                          | 573                                          | 721                                          | 789                                          | 976                                          | 1 125                                        | 1 171                                        |

## Património
- Casa de Camilo Castelo Branco
- Vários Projectos Desenvolvidos por Siza Vieira